# آگوست اوتین
آگوست اوتین (انگلیسی: Auguste Ottin; ۱۱ نوامبر ۱۸۱۱ – ۷ دسامبر ۱۸۹۰) مجسمه‌ساز اهل فرانسه بود.
وی همچنین برندهٔ جوایزی همچون لژیون دونور (شوالیه) و جایزه بزرگ رم شده‌است.